# Happy Tree Friends: False Alarm
Happy Tree Friends: False Alarm es un videojuego basado en la serie de animación en flash Happy Tree Friends. Él fue desarrollado por Stainless Games y publicado por Sega. Fue lanzado el 25 de junio de 2008 para Xbox Live Arcade y también para Microsoft Windows.

## Descripción
Happy Tree Friends: False Alarm es un juego de Acción y Puzle en donde controlamos a los Happy Tree Friends para evitar que estos mueran en diversos lugares (que se originan en lugares de la serie).

## Personajes
En la serie Happy Tree Friends hay 20 personajes, pero en el juego solo se podrán 7 personajes los cuales son:
- Flippy
- Flaky
- Nutty
- The Mole
- Giggles
- Russell
- Toothy

## Recepción
El juego tuvo varias críticas mixtas, Tuvo un 6,2 Por IGN, un 4,5 en GameSport, El juego fue criticado por ser demasiado "Simple" además de su corta duración.
- Datos: Q2734000